# 親愛的妹妹 (2019年電影)
《親愛的妹妹》（俄语：Сестрёнка）是一部2019年俄羅斯電影，由亞歷山大·加利賓執導，影片改編自巴什科爾托斯坦民族詩人穆斯泰·卡里姆的故事《我們家的喜悅》（«Радость нашего дома»）。電影於2019年9月19日，即穆斯泰·卡里姆誕辰100週年前夕在俄羅斯上映。這是第一部廣泛發行的巴什基爾語俄羅斯電影。

## 劇情
故事背景在二戰期間的蘇聯，男孩亞米爾（阿斯蘭·克里姆區林 飾）和母親住在巴什基爾的村子，父親克里姆則前往戰場與德軍作戰。克里姆在戰場上發現了在牆後避難的烏克蘭族女孩奧克薩娜（瑪塔·提莫費娃 飾），克里姆決定將她送回巴什基爾的老家照顧。剛開始奧克薩娜面對不同的語言及環境感到不知所措，但亞米爾和家庭馬上接納了她，並把他當成親妹妹一樣照顧。

## 外部連結
- 互联网电影数据库（IMDb）上《親愛的妹妹》的资料（英文）